# الأخوان روسو
الأخوين روسو (بالإنجليزية: Anthony and Joe Russo)‏ هما مخرجان وكاتب سيناريو إنجليزيان بدأ مسيرتهما الفنية عام 1997. كما أنهما من الفائزين بجائزة إيمي. يشتهر الأخوان روسو بإخراجهما لأربعة سلاسل لصالح عالم مارفل السينمائي، بما في ذلك كابتن أمريكا: جندي الشتاء (2014)، وكابتن أمريكا: الحرب الأهلية (2016)، والمنتقمون: الحرب اللانهائية (2018)، والمنتقمون: نهاية اللعبة (2019). حقق إيندغيم أرباحًا تُقدّر بأكثر من 2.798 مليار دولار في جميع أنحاء العالم، ليصبح الفيلم الأعلى دخلًا على الإطلاق.
بعيدًا عن عملهما في عالم مارفل السينمائي، يُعرف الأخوان روسو بعملهما في المسلسل الكوميدي أرّيستد ديفلوبمنت (تطورات الاعتقال) الذي أكسبهما جائزة إيمي، والمسلسل الكوميدي كوميونتي.

## حياتهما ومسيرتهما المهنية
نشأ أنتوني وجو روسو في كليفلاند في ولاية أوهايو الأمريكية، والتحقا بمدرسة بينيديكتين الثانوية. وُلد الأخوان لوالدتهما باتريشيا روسو ووالدهما باسيل روسو، الذي كان محاميًا وقاضيًا ذا أصول إيطالية. تخرّج جو من جامعة آيوا وتخصّص في اللغة الإنجليزية والكتابة، بينما تخرّج أنتوني من جامعة بنسيلفانيا وتخصّص في إدارة الأعمال قبل أن يغيّر اختصاصه إلى اللغة الإنجليزية. بدأ الأخوان مسيرتهما في الإخراج والكتابة والإنتاج خلال دراستهما العليا في جامعة كيس ويسترن ريسرف (حيث درس أنتوني القانون ودرس جو التمثيل)، إذ عملا حينها على أول عمل لهما تحت عنوان بيسز. موّل الأخوان فيلمهما عن طريق القروض الطلابية والبطاقات الائتمانية. عُرض فيلمهما هذا في مهرجان سلامدانس السينمائي، حين اقترب ستيفن سودربرغ منهما بعد نهاية العرض وعرض عليهما إنتاج فيلهمها التالي بالتعاون مع شريكه جورج كلوني. عملت المجموعة على فيلم الكوميديا والجريمة ويلكم تو كولنوود، إذ كان من بطولة ويليام إتش. ميسي وسام روكويل وجورج كلوني.
استعان المدير التنفيذي لشبكة إف إكس كيفين رايلي بالأخوين روسو لإخراج الحلقة التجريبية الأولى من مسلسل لاكي، وذلك بعد أن أعجب بعملهما في فيلم ويلكم تو كولنوود. أعجب رون هاوارد بالحلقة التجريبية الأولى، ولذلك عيّنهما لإخراج الحلقة التجريبية الأولى من مسلسل شبكة فوكس التلفزيونية أرّيستد ديفلوبمنت. فاز الأخوان بجائزة إيمي لعملهما في هذه الحلقة.
عاد الأخوان روسو إلى عالم السينما في عام 2006، إذ أخرجا الفيلم الكوميدي يو أند مي أند دوبري (أنت وأنا ودوبري) الذي كان من بطولة أوين ويلسون. حقّق الفيلم أرباحًا قُدّرت بنحو 130 مليون دولار في جميع أنحاء العالم. انضمّ الأخوان روسو إلى طاقم مسلسل كاربوليرز التابع لشبكة أيه بي سي في الموسم التلفزيوني لعام 2007-2008، إذ عملا بصفتهما منتجين تنفيذيين ومخرجين. عمل الأخوان بصفتهما منتجين تنفيذيين ومخرجين في المواسم العديدة الأولى لمسلسل كوميديا الموقف التابع لشبكة هيئة الإذاعة الوطنية كوميونتي بالإضافة إلى مسلسل شبكة إيه بي سي هابي إيندينغز (النهايات السعيدة).

## الأعمال
- أنت وأنا ودوبري
- كابتن أمريكا: جندي الشتاء
- كابتن أمريكا: الحرب الأهلية
- المنتقمون: الحرب اللانهائية
- المنتقمون: نهاية اللعبة

## وصلات خارجية
- الأخوان روسو على موقع ميوزك برينز (الإنجليزية)
- الأخوان روسو على موقع ميوزك برينز (الإنجليزية)